# Chiloglottis cornuta
Chiloglottis cornuta är en orkidéart som beskrevs av Joseph Dalton Hooker. Chiloglottis cornuta ingår i släktet Chiloglottis och familjen orkidéer. Inga underarter finns listade i Catalogue of Life.